# Nikołaj Złobin
Nikołaj Anatoljewicz Złobin (ros. Николай Анатольевич Злобин, ur. 16 grudnia 1931 we wsi Dielnaja Dubrawa obecnie w obwodzie tambowskim, zm. 9 maja 1997 w Zielenogradzie) – radziecki budowniczy i polityk.

## Życiorys
W rodzinnej wsi skończył szkołę średnią, w 1949 został powołany do armii, po demobilizacji zaczął pracować jako budowniczy. Od 1958 brał udział w budowie nowego miasta w obwodzie moskiewskim - Zielenogradu, w 1970 został brygadzistą zarządu budowy miasta. Od 1974 do 1989 był deputowanym do Rady Najwyższej ZSRR od 9 do 11 kadencji, był także członkiem Prezydium Rady Najwyższej ZSRR i deputowanym do Moskiewskiej Rady Miejskiej.

## Odznaczenia i nagrody
- Medal Sierp i Młot Bohatera Pracy Socjalistycznej (dwukrotnie, 7 maja 1971 i 18 września 1985)
- Order Lenina (trzykrotnie, 7 maja 1971, 16 stycznia 1981 i 18 września 1985)
- Order Czerwonego Sztandaru Pracy (11 marca 1974)
- Medal „Za pracowniczą wybitność” (11 sierpnia 1966)
- Nagroda Państwowa ZSRR (1975)

I medale.